# Kevin Blom
Bernie Raymond (Kevin) Blom (Gouda, 21 februari 1974) is een voormalig Nederlands voetbalscheidsrechter.

## Biografie
Blom was in Nederland actief in de Eredivisie en in de Eerste divisie. Hij floot zijn eerste wedstrijd in het betaalde voetbal op 13 april 2002. Dit was het duel tussen Go Ahead Eagles en Helmond Sport. Zijn eerste wedstrijd in de eredivisie was op 20 februari 2004, toen hij het duel Roda JC - FC Volendam in goede banen mocht leiden. In juni 2004 promoveerde Blom naar de A-lijst van de KNVB. Sindsdien floot hij ook internationale wedstrijden. Internationaal zat hij in groep 1, de op twee na hoogste groep bij de UEFA. Hij floot vooral Europa League en interlands, daarnaast was hij regelmatig vierde official in het team van Danny Makkelie. Enige seizoenen floot hij in de elitegroep, maar na het seizoen 2011/2012 degradeerde hij. In 2019 bereikte hij de maximumleeftijd van 45 jaar, waardoor hij in 2020 niet meer actief zou zijn als international. Sindsdien is hij internationaal alleen actief als VAR.
Blom werd in 2005 door de gemeente Gouda uitgeroepen tot sportman van het jaar en in 2007 kreeg hij de Gouden Kaart uitgereikt, de prijs voor de beste scheidsrechter van dat jaar.
Blom is fulltime in dienst van de KNVB, omdat hij naast zijn activiteiten als scheidsrechter ook een functie heeft in de scheidsrechtersopleiding van de voetbalbond. Daarnaast is hij scheidsrechterscoördinator bij vv ONA in Gouda en in het seizoen 2009-2010 was hij actief als scheidsrechtersdocent en -adviseur bij VV Smitshoek in Barendrecht.
In 2019 schreef Blom samen met Erik Kaptein en Colinda van Dijk De Fluitende Leider, een managementboek over leiderschap van voetbalveld tot werkvloer. Het boek werd op 17 oktober 2019 gepresenteerd bij de KNVB in Zeist. Namens De Fluitende Leider verzorgt Blom ook lezingen en trainingen.
In november 2024 werd bekend dat Blom is gestopt als scheidsrechter.

## Trivia
- Blom gaf op 3 februari 2015 in de 29e seconde van de wedstrijd NAC Breda tegen PSV een rode kaart aan Jetro Willems. Dit zou een Eredivisie-record zijn geweest indien de kaart later niet was geseponeerd.

## Interlands
| Datum            | Plaats     | Wedstrijd                       | Uitslag | Competitie          | Kreeg geel | Kreeg voor de tweede keer geel en dus rood | Weggestuurd |
| ---------------- | ---------- | ------------------------------- | ------- | ------------------- | ---------- | ------------------------------------------ | ----------- |
| 22 augustus 2007 | Göteborg   | Zweden – Verenigde Staten       | 1 – 0   | Vriendschappelijk   | 2          | 0                                          | 0           |
| 24 mei 2008      | Boedapest  | Hongarije – Griekenland         | 3 – 2   | Vriendschappelijk   | 2          | 0                                          | 0           |
| 6 september 2008 | Ta' Qali   | Malta – Portugal                | 0 – 4   | WK-kwalificatie     | 0          | 0                                          | 0           |
| 6 juni 2009      | Pisa       | Italië – Noord-Ierland          | 3 – 0   | Vriendschappelijk   | 1          | 0                                          | 0           |
| 9 juni 2009      | Utrecht    | Japan – Ghana                   | 4 – 3   | Vriendschappelijk   | 3          | 0                                          | 0           |
| 10 oktober 2009  | Ramat Gan  | Israël – Moldavië               | 3 – 1   | WK-kwalificatie     | 5          | 0                                          | 0           |
| 19 mei 2010      | Klagenfurt | Oostenrijk – Kroatië            | 0 – 1   | Vriendschappelijk   | 0          | 0                                          | 0           |
| 2 juni 2010      | Oslo       | Noorwegen – Oekraïne            | 0 – 1   | Vriendschappelijk   | 3          | 0                                          | 0           |
| 8 oktober 2010   | Dublin     | Ierland – Rusland               | 2 – 3   | EK-kwalificatie     | 5          | 0                                          | 0           |
| 26 maart 2011    | Leiria     | Portugal – Chili                | 1 – 1   | Vriendschappelijk   | 1          | 0                                          | 0           |
| 7 juni 2011      | Zenica     | Bosnië en Herzegovina – Albanië | 2 – 0   | EK-kwalificatie     | 2          | 0                                          | 1           |
| 3 september 2011 | Glasgow    | Schotland - Tsjechië            | 2 – 2   | EK-kwalificatie     | 9          | 0                                          | 0           |
| 29 februari 2012 | Larnaca    | Cyprus – Servië                 | 0 – 0   | Vriendschappelijk   | 0          | 0                                          | 0           |
| 24 mei 2012      | Moskou     | Rusland – Uruguay               | 1 – 1   | Vriendschappelijk   | 1          | 0                                          | 0           |
| 31 mei 2012      | Leipzig    | Duitsland – Israël              | 2 – 0   | Vriendschappelijk   | 0          | 0                                          | 0           |
| 22 maart 2013    | Oslo       | Noorwegen – Albanië             | 0 – 1   | WK-kwalificatie     | 4          | 1                                          | 0           |
| 5 maart 2014     | Londen     | Engeland – Denemarken           | 1 – 0   | Vriendschappelijk   | 2          | 0                                          | 0           |
| 31 mei 2014      | Lissabon   | Portugal – Griekenland          | 0 – 0   | Vriendschappelijk   | 0          | 0                                          | 0           |
| 7 september 2014 | Tbilisi    | Georgië – Ierland               | 1 – 2   | EK-kwalificatie     | 4          | 0                                          | 0           |
| 13 oktober 2015  | Cardiff    | Wales – Andorra                 | 2 – 0   | EK-kwalificatie     | 9          | 0                                          | 0           |
| 9 oktober 2016   | Krakau     | Oekraïne – Kosovo               | 3 – 0   | WK-kwalificatie     | 2          | 0                                          | 0           |
| 15 november 2016 | Wenen      | Oostenrijk – Slowakije          | 0 – 0   | Vriendschappelijk   | 0          | 0                                          | 0           |
| 10 juni 2017     | Podgorica  | Montenegro – Armenië            | 4 – 1   | WK-kwalificatie     | 2          | 0                                          | 0           |
| 12 juni 2018     | Warschau   | Polen – Litouwen                | 4 – 0   | Vriendschappelijk   | 2          | 0                                          | 0           |
| 14 oktober 2018  | Boekarest  | Roemenië – Servië               | 0 – 0   | UEFA Nations League | 5          | 0                                          | 1           |
| 14 november 2018 | Lugano     | Zwitserland – Qatar             | 0 – 1   | Vriendschappelijk   | 1          | 0                                          | 0           |
| 8 juni 2019      | Bakoe      | Azerbeidzjan – Hongarije        | 1 – 3   | EK-kwalificatie     | 6          | 0                                          | 0           |

## Nationale finales
| Datum            | Stadion         | Stad      | Wedstrijd        | Uitslag      | Competitie                                            | Kreeg geel | Kreeg voor de tweede keer geel en dus rood | Weggestuurd |
| ---------------- | --------------- | --------- | ---------------- | ------------ | ----------------------------------------------------- | ---------- | ------------------------------------------ | ----------- |
| 23 augustus 2008 | Amsterdam ArenA | Amsterdam | Feyenoord – PSV  | 0 – 2        | Johan Cruijff Schaal                                  | 5          | 0                                          | 0           |
| 6 mei 2010       | De Kuip         | Rotterdam | Feyenoord – Ajax | 1 – 4        | KNVB Beker (viel na 89 minuten in voor Roelof Luinge) | 0          | 0                                          | 0           |
| 31 juli 2010     | Amsterdam ArenA | Amsterdam | Ajax – FC Twente | 0 – 1        | Johan Cruijff Schaal                                  | 5          | 0                                          | 1           |
| 8 mei 2011       | De Kuip         | Rotterdam | FC Twente – Ajax | 3 – 2 (n.v.) | KNVB Beker                                            | 8          | 0                                          | 0           |

Internationaal scheidsrechter: Sander van der Eijk · Wendy Gijsbers · Serdar Gözübüyük · Lizzy van der Helm · Dennis Higler · Joey Kooij · Allard Lindhout · Danny Makkelie · Marc Nagtegaal · Marisca Overtoom · Shona Shukrula

Nationaal scheidsrechter: Erwin Blank · Pol van Boekel · Alex Bos · Rob Dieperink · Laurens Gerrets · Edwin van de Graaf · Thomas Hardeman · Robin Hensgens · Jochem Kamphuis · Martin van den Kerkhof · Boyd van Kommer · Jannick van der Laan · Jeroen Manschot · Richard Martens · Bas Nijhuis · Ingmar Oostrom · Martin Pérez · Kevin Puts · Jesse Rozendal · Clay Ruperti · Rick Sturm · Stan Teuben · Luuk Timmer · Robin Vereijken · Martijn Vos · Wouter Wiersma
 Felix Brych ·  Cüneyt Çakır ·  Carlos del Cerro Grande ·  Andreas Ekberg ·  Orel Grinfeeld ·  Ovidiu Haţegan ·  Sergej Karasjov ·  István Kovács ·  Björn Kuipers ·  Danny Makkelie ·  Antonio Mateu Lahoz ·  Michael Oliver ·  Daniele Orsato ·  Fernando Rapallini ·  Daniel Siebert ·  Artur Soares Dias ·  Anthony Taylor ·  Clément Turpin ·  Slavko Vinčić
Videoscheidsrechters:  Stuart Attwell ·  Kevin Blom ·  Pol van Boekel ·  Jérôme Brisard ·  Bastian Dankert ·  Marco Di Bello ·  Christian Dingert ·  Marco Fritz ·  Paweł Gil ·  Alejandro Hernández ·  Massimiliano Irrati ·  Chris Kavanagh ·  François Letexier ·  Juan Martínez Munuera ·  João Pinheiro ·  José María Sánchez Martínez ·  Paolo Valeri
Vierde officials:  Georgi Kabakov ·  Stéphanie Frappart ·  Davide Massa ·  Bartosz Frankowski ·  Srđan Jovanović ·  Sandro Schärer